# HMS Tanatside (L69)
Le HMS Tanatside (pennant number L69) est un destroyer d'escorte de classe Hunt de type III construit initialement pour la Royal Navy, mais mis en service pour la Marine de guerre hellénique pendant la Seconde Guerre mondiale

## Construction
Le Tanatside est commandé le 28 juillet 1940 dans le cadre du programme d'urgence de la guerre de 1940 pour le chantier naval de Yarrow Shipbuilders Ltd. de Scotstoun en Ecosse sous le numéro 1869. La pose de la quille est effectuée le 23 juin 1941, lancé le 30 avril 1942 et mis en service le 4 septembre 1942.
Il est parrainé par la communauté civile du comté de Welsh dans le Cardiganshire pendant la campagne nationale du Warship Week (semaine des navires de guerre) en mars 1942.
Les navires de classe Hunt sont censés répondre au besoin de la Royal Navy d'avoir un grand nombre de petits navires de type destroyer capables à la fois d'escorter des convois et d'opérer avec la flotte. Les Hunt de type III se distinguent des navires précédents type I et II par l'ajout de 2 tubes lance-torpilles au milieu du navire. Pour compenser le poids des tubes lance-torpilles, seuls 2 supports de canons jumeaux de 4 pouces ont été installés, le canon en position "Y" a été retiré, le projecteur étant déplacé vers le pont arrière de l'abri en conséquence. Les Hunt de type III pouvaient être facilement identifiés car ils avaient une cheminée droite avec un sommet incliné et le mât n'avait pas de râteau. Quatorze d'entre eux ont vu leurs ailerons stabilisateurs retirés (ou non installés en premier lieu) et l'espace utilisé pour le mazout supplémentaire.
Le Hunt type III (comme le type II) mesure 80,54 m de longueur entre perpendiculaires et 85,34 m de longueur hors-tout. Le Maître-bau du navire mesure 9,60 m et le tirant d'eau est de 3,51 m. Le déplacement est de 1070 t standard et de 1510 t à pleine charge. 

Deux chaudières Admiralty produisant de la vapeur à 2100 kPa (21 bar) et à 327 °C alimentent des turbines à vapeur à engrenages simples Parsons qui entraînent deux arbres d'hélices, générant 19 000 chevaux (14 000 kW) à 380 tr/min. Cela donne une vitesse de 27 nœuds (50 km/h) au navire. 281 t de carburant sont transportés, ce qui donne un rayon d'action nominale de 2 560 milles marins (4 740 km) (bien qu'en service, son rayon d'action tombe à 1 550 milles marins (2 870 km)).
L'armement principal du navire est de quatre canons de 4 pouces QF Mk XVI (102 mm) à double usage (anti-navire et anti-aérien) sur trois supports doubles, avec un support avant et deux arrière. Un armement antiaérien rapproché supplémentaire est fourni par une monture avec des canons quadruple de 2 livres "pom-pom" MK.VII et trois  canons Oerlikon de 20 mm Mk. III montés dans les ailes du pont,. Jusqu'à 110 charges de profondeur pouvaient être transportées , avec deux goulottes de charge en profondeur et quatre lanceurs de charge en profondeur constituent l'armement anti-sous-marin du navire. Le radar de type 291 et de type 285 sont installés, de même qu'une sonar de type 128,. Le navire avait un effectif de 168 officiers et hommes,.

## Histoire

### Seconde guerre mondiale

#### 1942
Après des essais d'acceptation et sa mise en service, le Tanatside se rend à Scapa Flow le 4 septembre 1942, où il rejoint la Home Fleet, pour continuer à être entièrement équipé. Le 26 octobre, il subit une collision avec le dragueur de mines Bramble (J11) et subit des dommages structurels importants, qui doivent être réparés dans un chantier naval privé à Tyne à partir du 28 septembre. Le 28 octobre, le navire navigue à Scapa Flow avant de se diriger vers Plymouth en novembre, où il rejoint la 15e Flottille de destroyerspour des missions de patrouille et escorte de transport côtier dans la Manche (mer) et la zone des approches occidentales, ainsi que d'empêcher les navires ennemis de traverser le blocus. Le 12 décembre, il est mobilisé avec le Egret (L75), pour intercepter les pétroliers allemands dans le cadre de l'opération Tunnel. Le 12 décembre, le pétrolier Germania est pris dans les mailles du filet et se saborde en approche,..

#### 1943
Le Tanatside poursuit ses patrouilles et son service d'escorte pour le transport côtier dans la Manche jusqu'au 23 octobre 1943, date à laquelle il entre en collision avec un SS Normanville. Les dommages structurels à la coque le force à retourner au Royal Navy Devonport Yard deux jours plus tard pour des réparations, qui vont duré jusqu'au début de 1944.

#### 1944
Une fois les réparations terminées, le Tanatside rejoint la Flottille et poursuit ses tâches de patrouille et d'escorte. En février 1944, avec les destroyers Talybont (L18), Brissenden (L79) et Wensleydale (L86), il affronte avec une force ennemie au large de la Bretagne, où il est légèrement endommagé par les tirs d'un torpilleur allemand.
Le 17 avril, le Tanatside, avec son navire-jumeau (sister ship) Melbreak (L73) et des sous-marins de la Garde côtière légère, fournissent un soutien au dragueur de mines Apollo (M01) dans l'opération de déminage en préparation de la bataille pour le débarquement en Normandie. Une opération similaire a lieu deux jours plus tard lorsque le Tanatside, le  Melbreak, le Wensleydale, le HMCS Haida (G63) et le Ashanti (F51)) soutiennet les opérations de mouillages de mines de la 10e Flotte de mouilleurs de mines au large des côtes françaises. Tandis que le Wensleydale défend une autre opération de mines terrestres le 25 avril, le Tanatside subit des tirs d'artillerie ennemis, mais n'est pas endommagé.
Le 4 mai, le Tanatside , ainsi que les destroyers Talybont et Melbreak sont affectés à la Force O sous le commandement temporaire de la marine américaine, l'US Navy, dans le cadre de la Western Task Force pour se préparer. pour l'opération Neptune, les opérations navales à la suite du débarquement en Normandie. Il participe à des exercices et entrainements, puis rejoint d'autres navires de guerre américains dans le cadre de l'équipe I de la Force O à Portland. La Force navigue le 5 juin à travers la Manche et le 6 juin arrive au large d'Omaha Beach, où il protège les navires amphibies et aide les attaques à terre,,.
Du 7 au 16 juin, le Tanatside est déployé avec le Brissenden, le Wensleydale, les destroyers Beagle (H30) et Londonderry (U76), la frégate Rowley (K560)) et les frégates de la France libre L'Aventure (F707) et L'Escarmouche (F709) pour une mission de patrouille pour s'arrêter dans la Manche, afin d'empêcher la pénétration et les raids des torpilleurs Schnellboote ennemis. Après la fin de l'opération Neptune, le 27 juin, il revient au commandement de la Royal Navy et subit une révision et une mise à niveau majeures dans un chantier naval privé à Bristol. Le travail dure du 12 juillet au 22 août,,.
À partir de septembre, le Tanatside est transféré à la 21e Flottille de destroyers, basée à Sheerness, pour patrouiller et escorter les transports en mer du Nord. Le 16 décembre, il subit de graves dommages structurels à l'avant du navire à la suite de la collision avec la frégate Byron (K508) et doit se rendre au chantier naval de Devonport pour des réparations.

#### 1945
Une fois les réparations terminées le 22 janvier 1945, le Tanatside rejoint la 22e Flottille de destroyers à Sheerness et continue d'opérer à Beihai. Lorsque la Seconde Guerre mondiale se termine en Europe en mai, Il est envoyé à Tarente, en Italie, pour des révisions et des mises à niveau avant d'être envoyée en Extrême-Orient. Cependant, les réparations ne sont pas achevées lorsque le Japon accepte de se rendre en septembre, et le navire continue à mouiller à Malte,.

### Après-guerre
En 1946, le Tanatside est transféré en prêt à la Marine de guerre hellénique pour remplacer le navire jumeau Adrias (Ex HMS Border) qui avait été transféré à la Royal Hellenic Navy pendant la Seconde Guerre mondiale et mis hors service en 1943 après avoir perdu sa structure d'étrave. Ce destroyer a servi dans la Marine royale grecque en tant que HHMS Adrias (ii) (en grec: Αδρίας ΙΙ) jusqu'en août 1962 lorsqu'il retourne en Angleterre à la Royal Navy et placé sur la liste de destruction. Le navire est vendu à BISCO pour démolition. Il arrive dans un chantier naval en Grèce en janvier 1964,.

### Honneurs de bataille
- ATLANTIC 1943
- ENGLISH CHANNEL 1943
- NORMANDY 1944
- BISCAY 1944

### Commandement
- Lieutenant Commander (Lt.Cdr.) Frank David Browne (RN) du 18 juillet 1942 au 21 décembre 1943
- Commander (Cdr.) Henry Kirkwood (RN) du 21 décembre 1943 au 17 avril 1945
- A/Lieutenant Commander (A/Lt.Cdr.) John Henry Wallace (RN) du 17 avril 1945 à fin 1945